# チトセホープ
チトセホープ（1958年4月15日 - 1979年6月14日）は、日本中央競馬会に所属していた競走馬、繁殖牝馬。1961年のオークスに優勝。
馬齢は2000年まで使用されていた旧表記（数え年）を用いる。

## 経歴
父ライジングフレームは競走馬時代イギリスで2歳から4歳までに6勝を挙げ、重賞勝利はないが、セントジェームズパレスステークス2着、2000ギニー、ダービーステークスでそれぞれ5着と好走している。引退後の1951年にイギリスで種牡馬入りしたが、翌1952年すぐに競走馬輸入が解禁された日本の農林省によって購買され、1958年から1960年まで3年連続リーディングサイアーとなる。
母の父セフトはイギリスの大馬産家アーガー・ハーン3世の生産所有馬としてイギリスで走り、2000ギニーで同じアーガー・ハーン3世所有のバーラムとセフトで1、2着となっている。エクリプスステークスで2着、ダービーステークスでは4着となっているが、バーラムと比べると短距離傾向が強く、最終的に獲得した重賞はジャージーステークス、グリーナムステークスなど、いずれも距離8ハロン以下の3つの下級重賞のみであった。1937年に種牡馬として日本に輸出され、トキノミノルなど多くの活躍馬を輩出し、1947年から1951年まで5年連続リーディングサイアーとなる。

### 戦績
伊藤勝吉調教師の息子伊藤修司を主戦騎手としてデビューし、1960年（3歳）夏の札幌オープンで初勝利。3戦目の3歳特別は清田十一で人気に応えて2勝目を挙げるが、阪神3歳Sは競走中止でシーズンを終えた。1961年（4歳）はオープンで清田を背に3勝目を挙げ、桜花賞はスギヒメの2着。優駿牝馬を目指して東上し、トライアルの4歳牝馬特別を制すと、本番では桜花賞馬スギヒメを抑えて2番人気に支持される。チトセホープは直線馬群に沈むスギヒメを尻目にハツカリ以下に3馬身半差を付けて優勝、人気に応えた。その後の東京優駿は回避予定であったが、同馬主同厩チトセミノルが追い切りで故障したため急遽連闘で挑戦。皐月賞馬シンツバメも回避したため相手が薄いと見て陣営は送り出し、当日はハクシヨウに次ぐ2番人気に支持された。レースでは先頭に立って逃げ込みを図るが、ゴール前100ｍでハクシヨウが交わす。ハクシヨウの勝利は確実かと思われたが、前走で条件戦を勝ち上がったばかりのメジロオーが大外から突っ込んできて死闘を繰り広げる。長い写真判定の末にハクシヨウがたてがみ一本の差でメジロオーを抑えて優勝していたが、チトセホープも紅一点ながら見せ場十分の3着に善戦。ハクシヨウとチトセホープは酒井牧場の出身で、チトセミノルは同族の酒井徳松氏生産であった。同年はこの活躍を評価され、啓衆社賞最優秀4歳牝馬を受賞。当時の牝馬としては非常に珍しい500㎏の馬体重を誇り、「戦後最高の名牝」「女傑中の女傑」と言われたが、以降は平場のオープンで好走するものの、重賞では苦戦。1962年（5歳）の天皇賞 (春)5着が最高であり、同年暮れの阪神牝馬特別14着を最後に引退。

### 引退後
引退後の1963年から繁殖入りし、10頭の産駒を送り出して1979年に死亡した。産駒から活躍馬は出せなかったが、孫以降の世代から1987年のクリスタルカップ勝ち馬キリノトウコウや1992年のブリーダーズゴールドカップを勝ったマンジュデンカブト、1998年の天皇賞（秋）を勝ったオフサイドトラップ、2008の兵庫チャンピオンシップを勝ったナンヨーリバーなどが出ている。

## 競走成績
- 1960年（6戦2勝）
  - 1着 - 3歳特別
- 1961年（7戦4勝）
  - 1着 - 優駿牝馬、4歳牝馬特別
  - 3着 - 東京優駿
- 1962年（5戦0勝）

※太字は八大競走を含むGI級レース。

## 血統表
| チトセホープの血統                 | チトセホープの血統          | チトセホープの血統         | （血統表の出典）           | （血統表の出典） |
| 父系                               | エクリプス系                | エクリプス系               | エクリプス系               |                  |
| 父 *ライジングフレーム 1947 黒鹿毛 | 父の父The Phoenix 1940 鹿毛 | Chateau Bouscaut           | Kircubbin                  | Kircubbin        |
| 父 *ライジングフレーム 1947 黒鹿毛 | 父の父The Phoenix 1940 鹿毛 | Chateau Bouscaut           | Ramondie                   |                  |
| 父 *ライジングフレーム 1947 黒鹿毛 | 父の父The Phoenix 1940 鹿毛 | Fille de Poete             | Firdaussi                  | Firdaussi        |
| 父 *ライジングフレーム 1947 黒鹿毛 | 父の父The Phoenix 1940 鹿毛 | Fille de Poete             | Fille d'Amour              |                  |
| 父 *ライジングフレーム 1947 黒鹿毛 | 父の母Admirable 1942 黒鹿毛 | Nearco                     | Pharos                     | Pharos           |
| 父 *ライジングフレーム 1947 黒鹿毛 | 父の母Admirable 1942 黒鹿毛 | Nearco                     | Nogara                     |                  |
| 父 *ライジングフレーム 1947 黒鹿毛 | 父の母Admirable 1942 黒鹿毛 | Silvia                     | Craig an Eran              | Craig an Eran    |
| 父 *ライジングフレーム 1947 黒鹿毛 | 父の母Admirable 1942 黒鹿毛 | Silvia                     | Angela                     |                  |
| 母 エベレスト 1945 鹿毛            | 母の父*セフト 1932 鹿毛     | Tetratema                  | The Tetrarch               | The Tetrarch     |
| 母 エベレスト 1945 鹿毛            | 母の父*セフト 1932 鹿毛     | Tetratema                  | Scotch Gift                |                  |
| 母 エベレスト 1945 鹿毛            | 母の父*セフト 1932 鹿毛     | Voleuse                    | Volta                      | Volta            |
| 母 エベレスト 1945 鹿毛            | 母の父*セフト 1932 鹿毛     | Voleuse                    | Sun Worship                |                  |
| 母 エベレスト 1945 鹿毛            | 母の母フオーラン 1932 鹿毛  | *シアンモア                | Buchan                     | Buchan           |
| 母 エベレスト 1945 鹿毛            | 母の母フオーラン 1932 鹿毛  | *シアンモア                | Orlass                     |                  |
| 母 エベレスト 1945 鹿毛            | 母の母フオーラン 1932 鹿毛  | デヤレスト                 | ラシデヤー                 | ラシデヤー       |
| 母 エベレスト 1945 鹿毛            | 母の母フオーラン 1932 鹿毛  | デヤレスト                 | 第五アストニシメント       |                  |
| 母系(F-No.)                        | アストニシメント系(FN:7-c)  | アストニシメント系(FN:7-c) | アストニシメント系(FN:7-c) | [ § 2 ]          |
| 5代内の近親交配                    | Pharos 4×5、Sunstar 5×5     | Pharos 4×5、Sunstar 5×5    | Pharos 4×5、Sunstar 5×5    | [ § 3 ]          |
| 出典                               | 1. 2. 3.                    | 1. 2. 3.                   | 1. 2. 3.                   | 1. 2. 3.         |